# Mamoru Miyano
Mamoru Miyano (jap. 宮野 真守 Miyano Mamoru; ur. 8 czerwca 1983 w Saitamie) – japoński seiyū, aktor i piosenkarz.
Jest znany ze swoich ról w Ouran High School Host Club, Vampire Knight, Death Note, Soul Eater, Kidō Senshi Gundam 00, Kōtetsu Sangokushi, Steins;Gate oraz Uta no Prince-sama. W 2007 roku na rozdaniu nagród Seiyū, został nominowany do dwóch nagród za rolę Lighta Yagamiego w anime Death Note, a w 2008 wygrał nagrodę „Najlepszego Aktora Głosowego” na Międzynarodowych Targach Anime w Tokio. W 2008 na tym samym rozdaniu, Miyano wygrał nagrodę na najlepszego aktora za jego rolę jako Setsuna F Seiei z Kidō Senshi Gundam 00 i Hakugena Rikuson z Kōtetsu Sangokushi.
Miyano rozpoczął swoją karierę jako muzyk w 2007 roku. Wydał swój debiutancki utwór „Kuon” w Maju w wytwórni King Records. W marcu 2009 r. został wydany jego debiutancki album Break. W 2008 wziął ślub. Razem z żoną mają syna.

## Role głosowe

### Anime
- Tokusou Exceedraft (1992), Child
- Kingdom Hearts (2002), Riku
- Wolf’s Rain (2003), Kiba
- Zipang (2004), Katsutoshi Hayashibara
- Yu-Gi-Oh! GX (2004), Abidos the Third
- Love Love? (2004), Naoto Ooizumi
- Gakuen Alice (2004–2005), Noda
- Suzuka (2005), Kazuki Tsuda
- Soukyuu no Fafner: Right of Left (2005), Ryou Masaoka
- Jinki:Extend (2005), Kouse
- Kingdom Hearts II (2005), Riku
- Eyeshield 21 (2005–2008), Haruto Sakuraba
- Eureka Seven (2005–2006), Moondoggie
- Ouran High School Host Club (2006), Tamaki Suō
- Tokimeki Memorial (2006–2007), Riku Aoba
- Death Note (2006–2007), Light Yagami
- D.Gray-man (2006–2008), Chaoji Han
- Sword of the Stranger (2007), Jurota Inui
- Ookiku Furikabutte (2007), Riou Nakazawa
- Koutetsu Sangokushi (2007), Rikuson Hakugen
- El Cazador de la Bruja (2007), L.A.
- Tsubasa Chronicle: Tokyo Revelations (2007–2008), Kamui Shirō
- Rental Magica (2007–2008), Fin Cruda
- Mobile Suit Gundam 00 (2007–2008), Setsuna F. Seiei
- Death Note Rewrite (2007–2008), Light Yagami
- Dragonaut - The Resonance (2007–2008), Asim Jamaru
- World Destruction (2008), Kyrie Illunis
- Vampire Knight (2008), Ichiru Kiryuu / Zero Kiryuu
- Vampire Knight Guilty (2008), Ichiru Kiryuu / Zero Kiryū
- Kurozuka (2008), Kurou
- Hakushaku to yōsei (2008), Ulysses
- Antique Bakery (2008), Eiji Kanda
- Soul Eater (2008–2009), Death The Kid
- Inazuma Eleven (2008), Fubuki Shirō / Fubuki Atsuya
- Tales of Vesperia (2009), Flynn Scifo
- Souten Kouro (2009), Cao Cao
- Skip Beat! (2009), Shoutarou Fuwa
- La Corda D'Oro ~secondo passo~ (2009), Aoi Kaji
- Aoi Bungaku (2009), Kandata
- Jewelpet (2009–2010), Keigo Taitou
- Fullmetal Alchemist: Brotherhood (2009–2010), Ling Yao
- Planzet (2010) Taishi Akejima
- Uragiri wa Boku no Namae wo Shitteiru (2010), Shuusei Usui
- Boku, Otaryman (2010), Yoshitani
- Bungaku Shoujo (2010), Ryuuto Sakurai
- Bungaku Shoujo Memoire (2010), Ryuuto Sakurai
- Durarara!! (2010), Masaomi Kida
- Star Driver: Kagayaki no Takuto (2010), Takuto Tsunashi
- Inazuma Eleven Go (2011), Fubuki Shirō
- Dog Days (2011), Cinque Izumi
- Kimi ni todoke 2 (2011) Kento Miura
- Steins;Gate (2011), Rintarō Okabe
- Uta no Prince-sama (2011), Tokiya Ichinose / Hayato Ichinose
- K Project (2012), Saruhiko Fushimi
- Free! (2013), Rin Matsuoka
- Free! Eternal Summer (2014), Rin Matsuoka
- Kuroshitsuji Book of Circus (2014), Joker[1]
- Mekakucity Actors (2014) Konoha.
- Tokyo Ghoul (2014), Tsukiyama Shuu
- Sailor Moon Crystal (2015), Książę Dimande
- One-Punch Man (2015), Czarująca Maska
- Bungou Stray Dogs (2016), Osamu Dazai
- Fugō Keiji Balance: Unlimited (2020), Haru Katō
- Haikyū!! To The Top (2020), Atsumu Miya
- Belle – Muitarō Hitokawa / Tokoraemaru
- Miecz zabójcy demonów – Kimetsu no Yaiba (2022), Dōma[2]
- Blue Lock (2024), Michael Kaiser

### Gry komputerowe
- Kingdom Hearts, Riku
- Tales of Vesperia, Flynn Scifo
- Elsword, Raven
- Onmyoji, Orochi

### Filmy aktorskie
- Prince of Tennis Musical (2003), Ishida Tetsu
- Prince of Tennis live-action movie (2006), Yanagi Renji